# سراور (مهدی‌شهر)
سراور یا مزرعه سراور روستایی مازندرانی زبان در دهستان پشتکوه شهرستان مهدی‌شهر و استان سمنان است.

## جمعیت
بر پایه سرشماری عمومی نفوس و مسکن در سال ۱۳۹۵ جمعیت این روستا ۳۲ نفر (۱۰خانوار) بوده‌است.
بر پایه سرشماری سال ۱۳۸۵، جمعیت این روستا ۹۷ نفر (۳۰ خانوار) و در سال ۱۳۷۵، ۶۶ نفر (۲۳ خانوار) بوده‌است.